# Mordella haemorrhoidalis
Mordella haemorrhoidalis es una especie de coleóptero de la familia Mordellidae.

## Distribución geográfica
Habita en Sudamérica.